# Cantone di Cadours
Il Cantone di Cadours era una divisione amministrativa dell'Arrondissement di Tolosa.
A seguito della riforma approvata con decreto del 13 febbraio 2014, che ha avuto attuazione dopo le elezioni dipartimentali del 2015, è stato soppresso.

## Composizione
Comprendeva 16 comuni:
- Bellegarde-Sainte-Marie
- Bellesserre
- Brignemont
- Cabanac-Séguenville
- Cadours
- Le Castéra
- Caubiac
- Cox
- Drudas
- Garac
- Le Grès
- Lagraulet-Saint-Nicolas
- Laréole
- Pelleport
- Puysségur
- Vignaux